# Санаин
Санаин (на арменски: Սանահին) е някогашно село, днес част от град Алаверди в Северна Армения, провинция Лори.
Известно е с основания през 10 век манастир, обявен от ЮНЕСКО за обект на световното наследство, заедно с манастирите в Ахпат, разположени на отсрещната страна на долината на река Дебед.
В Санаин е роден политикът Анастас Микоян (1895-1978).